# Jerry's Diary
Jerry's Diary is de 45e animatiefilm uit de Tom en Jerry-reeks van William Hanna en Joseph Barbera. Het werd in 1949 in de Amerikaanse bioscopen gedraaid en is de eerste Tom en Jerry-film waarin eerder gebruikt materiaal is verwerkt.

## Plot
Tom plaatst een aantal muizenvallen bij het hol van Jerry en wapent zich met een hakmes. Hij bedenkt zich echter wanneer een radio-uitzending van Uncle Dudley hem eraan herinnert om deze week lief te zijn voor dieren. Tom besluit Jerry te verrassen met bloemen, een cadeau en een zelfgebakken taart; hij klopt aan, maar Jerry is niet thuis. Als Tom het rooster verwijdert ziet hij Jerry's dagboek liggen en wordt hij nieuwsgierig.
- Het eerste hoofdstuk speelt zich af op zondag 5 april en is afkomstig uit Tee for Two waarin Tom Jerry eerst als tee gebruikt en hem vervolgens door de ballenreiniger haalt. Tom lacht zich een breuk en slaat door naar het volgende hoofdstuk; hierin verliest hij zijn tanden nadat hij een bal sloeg die op een boom afketste en als een boemerang in zijn gezicht terugkwam.
- Tom lacht al niet meer en bladert door naar het hoofdstuk dat zich afspeelt op donderdag 12 mei en afkomstig is uit Mouse Trouble; Tom probeert Jerry te vangen door zijn nieuwsgierigheid te wekken, maar Jerry doet hetzelfde door in zijn vuisten te kijken en Tom vervolgens een blauw oog te slaan.
- Boos gooit Tom de bloemen weg en leest hij het hoofdstuk van maandag 3 juni dat eerder te zien was in Solid Serenade; Tom achtervolgt Jerry van buitenshuis tot in de keuken; hij wordt echter tegengehouden doordat het raam op zijn nek valt.
- Tom wordt nog bozer en vernietigt het cadeau (een doos bonbons); met het boek wil hij hetzelfde doen, maar besluit nog een hoofdstuk te lezen; dit speelt zich af op zaterdag 4 juli (Amerikaanse Onafhankelijkheidsdag) en komt uit The Yankee Doodle Mouse. Tom probeert Jerry te verslaan met dynamiet, maar die gebruikt zijn eigen middelen tegen hem.

Tom heeft er genoeg van en verscheurt het boek; dan komt Jerry aangelopen en als hij de taart ziet vraagt hij met vingergebaren of die voor hem is. 'Geïnstrueerd' vanuit de radio door Uncle Dudley doet Tom alsof hij Jerry de taart wil aanbieden, maar gooit hem regelrecht onder en laat hem in verbazing achter.

## Duitse televisie
Jerry's Diary werd in de jaren 80 als basis gebruikt voor de Duitse Tom en Jerry-show; hierbij werden de fragmenten met de radio verwijderd en heette het dagboek Mein Leben Mit Tom (Mijn leven met Tom, naar de biografie uit de in 1953 verschenen compilatie). De filmpjes waren voorzien van rijmend commentaar.